# Compagnie Morin
 (octobre 2018).
Si vous disposez d'ouvrages ou d'articles de référence ou si vous connaissez des sites web de qualité traitant du thème abordé ici, merci de compléter l'article en donnant les références utiles à sa vérifiabilité et en les liant à la section « Notes et références ».
La 9e Cie FFI du Sud Vercors, commandée par Henri Morin, maire de Beaufort-sur-Gervanne, est constituée le 6 juin 1944. Elle participera notamment, aux combats de juillet 1944 au cours de l'attaque allemande en rive gauche de la Gervanne et fin août 1944 à la libération de Saint-Marcel-lès-Valence et de Valence. Elle s'engage en Maurienne en octobre 1944 au sein de la demi-brigade de la Drôme à Bramans.
Début 1945, la compagnie, devient la 10e compagnie du 159e Régiment d'Infanterie Alpine. Elle est envoyée sur le Rhin pour relever les troupes de la 3e DIA. Elle perdra deux hommes au cours de cet engagement. De retour en Maurienne, la compagnie est en position autour de Termignon-la-Vanoise, elle participera aux derniers combats de la libération.
Elle fait une incursion en Italie au 6 mai 1945. Après quelques semaines en Italie, la compagnie est repliée sur Valloire. Quand elle stationne ensuite dans le Jura au cours de l'été 45, la compagnie voit le départ du capitaine Morin ainsi que des hommes qui ont contracté un engagement pour la durée de la guerre plus 3 mois. Le capitaine est remplacé par le lieutenant Sabatier puis le capitaine Ginet qui conduiront les hommes à Vienne en Autriche. 

La plupart des hommes sont démobilisés à la fin de 1945, début 1946.

## Membres
Les premiers effectifs (ossature d’encadrement de la compagnie qui se structurera le 6 juin 1944) : 
Henri MORIN, Aimé et Henri AMAURIC, BERARD, Pierre BERANGER, BLANC, Camille BOUVAT, BRUN, CHAGNARD, Daniel DEFAISSE, Henri GONTARD, Henri JAUSSAUD, PASCAL, Noël et Georges LACROIX, LEONARDON, PAYS, Robert RAILLON, Paul SARTRE, VIDAL, Emile VINCENT, Etienne WILT, Henri XUEREF.
Les effectifs complémentaires à sa constitution qui intégrent aux FFI le 6 juin 1944 :
Gilbert ACHARD, Marcel ALLOIX, Edmond ARGOUD, Gabriel BERENGER, Rudolph BERGHOLZ, Henri BERTHOD, Adrien BERTRAND, Joseph BETZKOUSKI, Marcel BONNIOT, Marcel BOREL, Pierre BOUCHET, Roger BOURGADE, Pierre BURGUNDER, Marcel CHANTEPERDRIX, Edouard CHATELAIN, Albert DETEY, Louis CHAGNARD, Edouard CHATELAIN, Jean CHOISY, André COLOMB, René COLOMB, Georges COURBIS, Aimé DEFFAISSE, Joseph FALTUS, Albert FAURE, Léon FRAISSE, Jean Louis HANDIK, Antoine HANZLICEK, André JULIEN, Robert KRZYPOW, Roger LOMBARD, Henri LOUBET, Elie LIOTARD, Eugène LIOTARD, Auguste LEON, Henri MALLEVAL, Francis MATHIEU, Raymond MATHIEU, Stephan NEISTERINKO, Wladislas NIZINSKY, Vaclov PAV' .